# 棕穴䳍
棕穴䳍（学名：Crypturellus cinnamomeus）是䳍科穴䳍屬的一种鸟类。

## 特征
棕穴䳍体重约422克，翼长约156.7毫米，嘴峰长约26.6毫米，喙宽度约5.3毫米，喙厚度约4.9毫米，跗蹠长约45.2毫米，尾长约49.2毫米。棕穴䳍在其分布区内为留鸟，其栖息在密集的高大的树木组成的森林中。食性为草食性。

## 亚种
- ：分布于墨西哥西部沿海地区（锡那罗亚州至格雷罗州）。
- ：分布于墨西哥南部的太平洋沿岸（瓦哈卡州和恰帕斯州）。
- ：分布于墨西哥大西洋沿岸（塔毛利帕斯州至普埃布拉州）。
- ：分布于墨西哥南部（普埃布拉州到韦拉克鲁斯州南部、瓦哈卡州和恰帕斯州）。
- ：分布于墨西哥东南部（尤卡坦半岛）至危地马拉北部和伯利兹北部。
- ：分布于墨西哥南部高原（恰帕斯州）至危地马拉和洪都拉斯中部。
- ：分布于墨西哥东南沿海（恰帕斯州）至萨尔瓦多和洪都拉斯。
- ：分布于尼加拉瓜的太平洋低地。
- ：分布于哥斯达黎加西北部的低地。[4]